# Ctenobrycon
Ctenobrycon is een geslacht van straalvinnige vissen uit de familie van de karperzalmen (Characidae).

## Soorten
- Ctenobrycon alleni (Eigenmann & McAtee, 1907)
- Ctenobrycon hauxwellianus (Cope, 1870)
- Ctenobrycon multiradiatus (Steindachner, 1876)
- Ctenobrycon oliverai Benine, Lopes & Ron, 2010
- Ctenobrycon spilurus (Valenciennes, 1850)